# Carlos López Huesca
Carlos López Huesca (Alicante, 12 de junio de 1990) es un futbolista español que juega en la posición de delantero en el Wieczysta Kraków de la I Liga de Polonia. Es hermano del futbolista Rubio.

## Trayectoria
Jugó en fútbol base para una gran cantidad de clubes, e hizo su debut en el último año en Tercera División del Torrellano Illice C. F. Carlitos en la temporada 2011-12 ficha por el Ontinyent Club de Futbol de la Segunda División B de España. En verano de 2012 se trasladó por primera vez al exterior, pasando a hacer sus primeras apariciones como profesional con el FC Petrotrest San Petersburgo en la Liga Nacional de Fútbol de Rusia.
En enero de 2015 fue el máximo anotador con el Novelda Club de Fútbol, Carlitos fue fichado por el Aris Limassol FC de la Segunda División de Chipre. En el verano, después de ayudar en el ascenso, regresó a su país y firmó por el Club Deportivo Eldense. El 3 de mayo de 2016, a falta de dos jornadas, fichó por el Villarreal Club de Fútbol "B" hasta final de temporada más otro año.
El 22 de junio de 2017 dejó el Villarreal B para fichar por el Wisła Cracovia de Polonia. En su primera temporada en el Ekstraklasa se proclamaría máximo anotador de la competición con 24 goles en 36 partidos, recibiendo además el premio a mejor delantero de la Ekstraklasa. Sus buenas cifras con el Wisła atraerían la atención de varios gigantes del fútbol polaco, entre ellos el Lech Poznań y el Legia de Varsovia, fichando este último al delantero español a cambio de 1,5 millones de euros.
Carlitos hizo su debut con el Legia nueve días después en la final de la Supercopa de Polonia, sustituyendo a Miroslav Radović en el minuto 57 durante la derrota por 3-2 en casa contra el Arka Gdynia. El 17 de julio disputó su primer partido a nivel continental, entrando desde el banquillo en la victoria por 3-0 (4-0 global) ante el Cork City irlandés en la primera ronda previa de la Liga de Campeones de la UEFA. El delantero anotó durante la temporada 2018/19 un total de 16 goles, siendo el tercer máximo goleador en liga junto a su compatriota Jesús Imaz.
El 9 de septiembre de 2019 se unió al Al Wahda F. C. de la UAE Pro League de Emiratos Árabes Unidos por 1,8 millones de euros. El 28 de enero de 2020 firmó un contrato de tres años y medio con el Panathinaikos F. C. por una tarifa no revelada. Su primer gol en la Superliga de Grecia llegó en el empate a domicilio por 2-2 contra el OFI Creta el 18 de octubre del mismo año. Carlitos anotó un hat-trick el 16 de octubre de 2021 en la victoria en casa por 4-1 sobre el Ionikos, convirtiéndose en el primer jugador desde Marcus Berg en 2017 en lograr esta hazaña con el Panathinaikos.
El 16 de agosto de 2022 regresó al Legia de Varsovia tras firmar un contrato de dos años con opción de prorrogarlo una temporada más. Finalizada la temporada 2022-23, el club anunció llegar a un acuerdo para rescindir su contrato, quedando como agente libre. Entonces volvió a Grecia para jugar en el Lamia F. C.
A finales de febrero de 2024 se anunció su marcha al F. C. Astana, experiencia que apenas duró dos meses debido a los problemas que tuvo para adaptarse al fútbol kazajo. Ya en la siguiente temporada regresó otra vez a Grecia tras firmar por dos años con el Atromitos de Atenas. Solo estuvo uno de ellos, ya que en junio de 2025 fichó por el Wieczysta Kraków.

## Clubes
| Equipo                           | País       | Años      | Partidos | Goles |
| -------------------------------- | ---------- | --------- | -------- | ----- |
| Torrellano Illice C. F.          | España     | 2009-2011 | 32       | 2     |
| Ontinyent C. F.                  | España     | 2011-2012 | 28       | 6     |
| F. C. Petrotrest San Petersburgo | Rusia      | 2012-2013 | 21       | 2     |
| C. F. Fuenlabrada                | España     | 2013-2014 | 23       | 2     |
| Novelda C. F.                    | España     | 2014-2015 | 20       | 13    |
| Aris Limassol F. C.              | Chipre     | 2015      | 9        | 2     |
| C. D. Eldense                    | España     | 2015-2016 | 33       | 13    |
| Villarreal C. F. "B"             | España     | 2016-2017 | 37       | 13    |
| Wisła Cracovia                   | Polonia    | 2017-2018 | 36       | 24    |
| Legia de Varsovia                | Polonia    | 2018-2019 | 53       | 21    |
| Al-Wahda                         | EAU        | 2019-2020 | 13       | 7     |
| Panathinaikos F. C.              | Grecia     | 2020-2022 | 70       | 18    |
| Legia de Varsovia                | Polonia    | 2022-2023 | 25       | 4     |
| Lamia F. C.                      | Grecia     | 2023-2024 | 22       | 10    |
| F. C. Astana                     | Kazajistán | 2024      | 3        | 0     |
| Atromitos de Atenas              | Grecia     | 2024-2025 | 22       | 5     |
| Wieczysta Kraków                 | Polonia    | 2025-     |          |       |

## Palmarés

### Títulos nacionales
| Título               | Club                | País    | Año  |
| -------------------- | ------------------- | ------- | ---- |
| Copa de Grecia       | Panathinaikos F. C. | Grecia  | 2022 |
| Copa de Polonia      | Legia de Varsovia   | Polonia | 2023 |
| Supercopa de Polonia | Legia de Varsovia   | Polonia | 2023 |